# Aquilegia caerulea
La aguileña (Aquilegia caerulea) es una especie de planta fanerógama de la familia Ranunculaceae. Son nativas de las Montañas Rocosas, desde el sur de Montana a Nuevo México y oeste de Idaho y Arizona. 

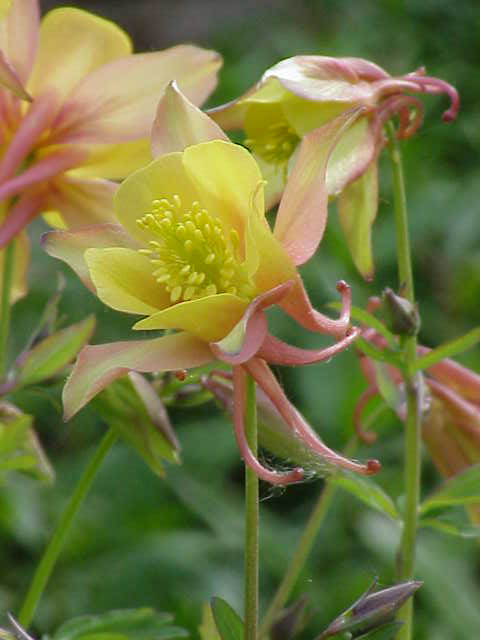
Variante de color amarillo y rosa

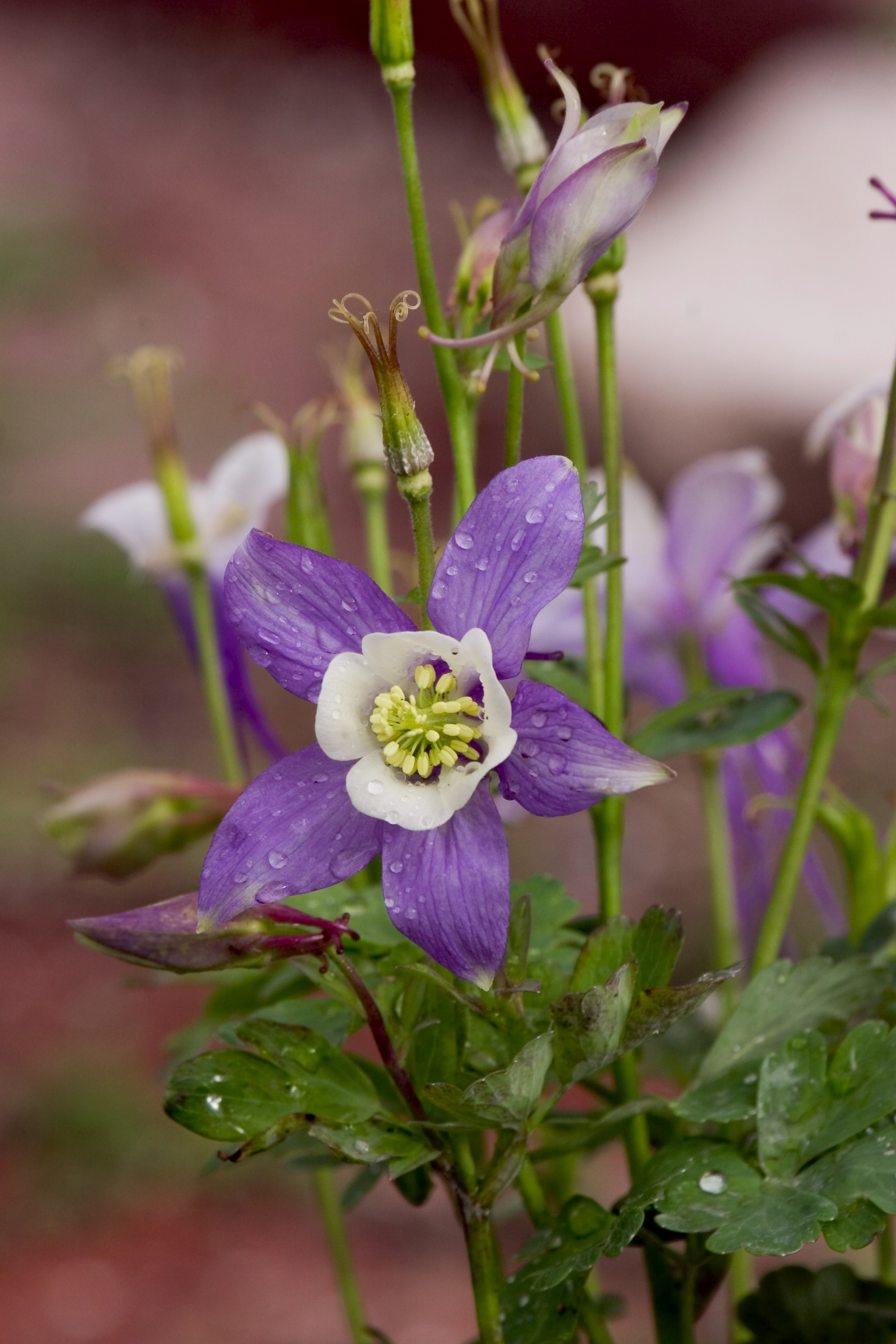
Vista de la planta

## Descripción
Es una planta herbácea perenne que alcanza los  20-60 cm de altura. Las flores son de muy variable color, desde el azul pálido al blanco, amarillo pálido o rosado; es muy usual que las flores sean bicolor con los sépalos diferentes de los pétalos.
Aquilegia caerulea es la flor del estado de Colorado. Es también una planta ornamental muy popular en jardines, con numerosos cultivos de diversos colores.

## Taxonomía
Aquilegia barbaricina, fue descrita  por Thomas Potts James y publicado en Account Exped. Pittsburgh 2: 345, en el año 1823.
Etimología
Ver: Aquilegia
caerulea: epíteto latino que significa "de color azul oscuro".
Variedades
Hay cinco variedades biológicas:
- Aquilegia caerulea var. alpina
- Aquilegia caerulea var. caerulea
- Aquilegia caerulea var. daileyae
- Aquilegia caerulea var. ochroleuca
- Aquilegia caerulea var. pinetorum

Sinonimia
- Aquilegia advena Regel
- Aquilegia canadensis subsp. caerulea (E.James) Brühl
- Aquilegia formosa var. macrantha (Hook. & Arn.) Brühl
- Aquilegia macrantha Hook. & Arn.
- Aquilegia oreophila Rydb.
- Aquilegia piersoniana L.O.Williams
- Aquilegia pinetorum Tidestr.[3]